# Estonia la Jocurile Olimpice de vară din 2016
Estonia a participat la Jocurile Olimpice de vară din 2016 de la Rio de Janeiro în perioada 5 – 21 august 2016, cu o delegație de 45 de sportivi, care a concurat în 13 sporturi. Cu o medalie de bronz, Estonia s-a aflat pe locul 78 în clasamentul final.

## Participanți
Delegația estonă a cuprins 45 de sportivi: 28 de bărbați și 17 femei. Cel mai tânăr atlet din delegație a fost arcașul Maria Romanjuk (20 de ani), cel mai bătrân a fost aruncătorul de disc Gerd Kanter (37 de ani).
| Sport        | Masculin | Feminin | Total |
| ------------ | -------- | ------- | ----- |
| Atletism     | 12       | 6       | 18    |
| Badminton    | 1        | 1       | 2     |
| Canotaj      | 4        | 0       | 4     |
| Ciclism      | 2        | 0       | 2     |
| Haltere      | 1        | 0       | 1     |
| Judo         | 1        | 0       | 1     |
| Lupte        | 2        | 1       | 3     |
| Natație      | 1        | 1       | 2     |
| Navigație    | 2        | 3       | 5     |
| Scrimă       | 1        | 3       | 4     |
| Tir          | 1        | 0       | 1     |
| Tir cu arcul | 0        | 1       | 1     |
| Triatlon     | 0        | 1       | 1     |
| Total        | 28       | 17      | 45    |

## Medaliați
| Medalie | Nume                                                  | Sport   | Probă                     | Dată      |
| ------- | ----------------------------------------------------- | ------- | ------------------------- | --------- |
| Bronz   | Tõnu Endrekson Andrei Jämsä Allar Raja Kaspar Taimsoo | Canotaj | Patru vâsle (4×) masculin | 11 august |

## Scrimă
| Sportiv                                                  | Probă                   | Primul tur    | Șaisprezecimi             | Optimi                  | Sferturi                      | Semifinală            | Finala mică/Finala mare | Finala mică/Finala mare |
| Sportiv                                                  | Probă                   | Adversar Scor | Adversar Scor             | Adversar Scor           | Adversar Scor                 | Adversar Scor         | Adversar Scor           | Loc                     |
| -------------------------------------------------------- | ----------------------- | ------------- | ------------------------- | ----------------------- | ----------------------------- | --------------------- | ----------------------- | ----------------------- |
| Nikolai Novosjolov                                       | Spadă masculin          | PAS           | Park K-d (KOR) C 12–10    | F Limardo (VEN) C 15–12 | Imre (HUN) P 9–15             | Nu a avansat          | Nu a avansat            | Nu a avansat            |
| Julia Beljajeva                                          | Spadă feminin           | PAS           | Szász (HUN) P 11–15       | Nu a avansat            | Nu a avansat                  | Nu a avansat          | Nu a avansat            | Nu a avansat            |
| Irina Embrich                                            | Spadă feminin           | PAS           | Pantelieieva (UKR) C 15–3 | Sun Yw (CHN) P 12–15    | Nu a avansat                  | Nu a avansat          | Nu a avansat            | Nu a avansat            |
| Erika Kirpu                                              | Spadă feminin           | PAS           | Holmes (USA) C 5–4        | S Besbes (TUN) P 11–15  | Nu a avansat                  | Nu a avansat          | Nu a avansat            | Nu a avansat            |
| Julia Beljajeva Irina Embrich Erika Kirpu Kristina Kuusk | Spadă feminin pe echipe | N/A           | N/A                       | PAS                     | Coreea de Sud (KOR) · C 27–26 | China (CHN) · P 36–45 | Rusia (RUS) · P 31–37   | 4                       |